# Гайнц Махер
Гайнц Махер (нім. Heinz Macher; 31 грудня 1919, Хемніц — 21 грудня 2001, Шенефельд) — німецький офіцер Ваффен-СС, штурмбанфюрер СС, кавалер Лицарського хреста Залізного хреста з Дубовим листям.

## Ранні роки
Гайнц Махер народився 31 грудня 1919 року в місті Хемніц. 1 травня 1934 року вступив до молодіжної організації НСДАП «Гітлерюгенд», а 20 квітня 1937 року — в СС (службове посвідчення № 311 752).

## Друга світова війна
Гайнц Махер взяв участь в Польській, Французькій, Балканській кампаніях і в боях на Східному фронті. У 1941 році закінчив юнкерське училище СС в Бад-Тельці. 20 квітня 1941 року Гайнц став унтерштурмфюрером СС.
В 1943 служив в складі 16-ї (саперної) роти панцергренадерського полку СС «Дойчланд» танкової дивізії СС «Дас Райх». За відзнаки в боях під Харковом 3 квітня 1943 року нагороджений Лицарським хрестом Залізного хреста. В 1944 командував 16-ю (саперною) ротою панцергренадерського полку СС «Дойчланд». 7 серпня 1944 Махер був нагороджений Німецьким хрестом в золоті, а 19 серпня 1944 отримав дубове листя до Лицарського хреста Залізного хреста.
В травні 1945 року намагався сховатися разом з Рейхсфюрером-СС Генріхом Гіммлером і його ад'ютантом Вернером Гротманном, всі троє були взяті в полон британськими військами. Гайнц Махер помер 21 грудня 2001 року в місті Шенефельд.

## Звання
- Унтерштурмфюрер СС (20 квітня 1941)
- Оберштурмфюрер СС (21 червня 1943)
- Гауптштурмфюрер СС (1 вересня 1944)
- Штурмбанфюрер СС (квітень 1945)

## Нагороди
- Відзнака Німецького товариства порятунку життя в бронзі
- Німецька імперська відзнака за фізичну підготовку в бронзі
- Спортивний знак СА в бронзі
- Почесна шпага рейхсфюрера СС
- Залізний хрест
  - 2-го класу (24 вересня 1941)
  - 1-го класу (15 березня 1942)
- Нагрудний знак «За участь у загальних штурмових атаках» в сріблі (2 жовтня 1941)
- Нагрудний знак «За поранення»
  - в чорному (1 квітня 1942)
  - в сріблі
  - в золоті (12 серпня 1943)
- Медаль «За зимову кампанію на Сході 1941/42» (1 серпня 1942)
- Відзначений у Вермахтберіхт (13 березня 1943)
- Нарукавний знак «За знищений танк» (20 березня 1943)
- Лицарський хрест Залізного хреста з Дубовим листям
  - Лицарський хрест (3 квітня 1943) як унтерштурмфюрер СС і командир взводу 16-ї (саперної) роти 3-го панцергренадерського полку СС «Дойчланд»
  - Дубове листя (№ 554) (19 серпня 1944) як оберштурмфюрер СС і командир 16-ї (саперної) роти 3-го панцергренадерського полку СС «Дойчланд»
- Нагрудний знак ближнього бою
  - в бронзі (12 квітня 1943)
  - в сріблі
  - в золоті (18 жовтня 1944)
- Німецький хрест в золоті (7 серпня 1944) як оберштурмфюрер СС і командир 16-ї (саперної) роти 3-го панцергренадерського полку СС «Дойчланд»